# Ejido Loma de Malacota
Ejido Loma de Malacota, eller bara Loma de Malacota, är ett samhälle (ejido) i Mexiko, tillhörande kommunen Jiquipilco i den nordvästra delen av delstaten Mexiko. Orten hade 2 927 invånare vid folkräkningen 2010.